# Baeotus amazonicus
Baeotus amazonicus är en fjärilsart som beskrevs av Riley 1919. Baeotus amazonicus ingår i släktet Baeotus och familjen praktfjärilar. Inga underarter finns listade i Catalogue of Life.